# Saint-Eutrope-de-Born
Saint-Eutrope-de-Born is een gemeente in het Franse departement Lot-et-Garonne (regio Nouvelle-Aquitaine) en telt 609 inwoners (1999). De plaats maakt deel uit van het arrondissement Villeneuve-sur-Lot.

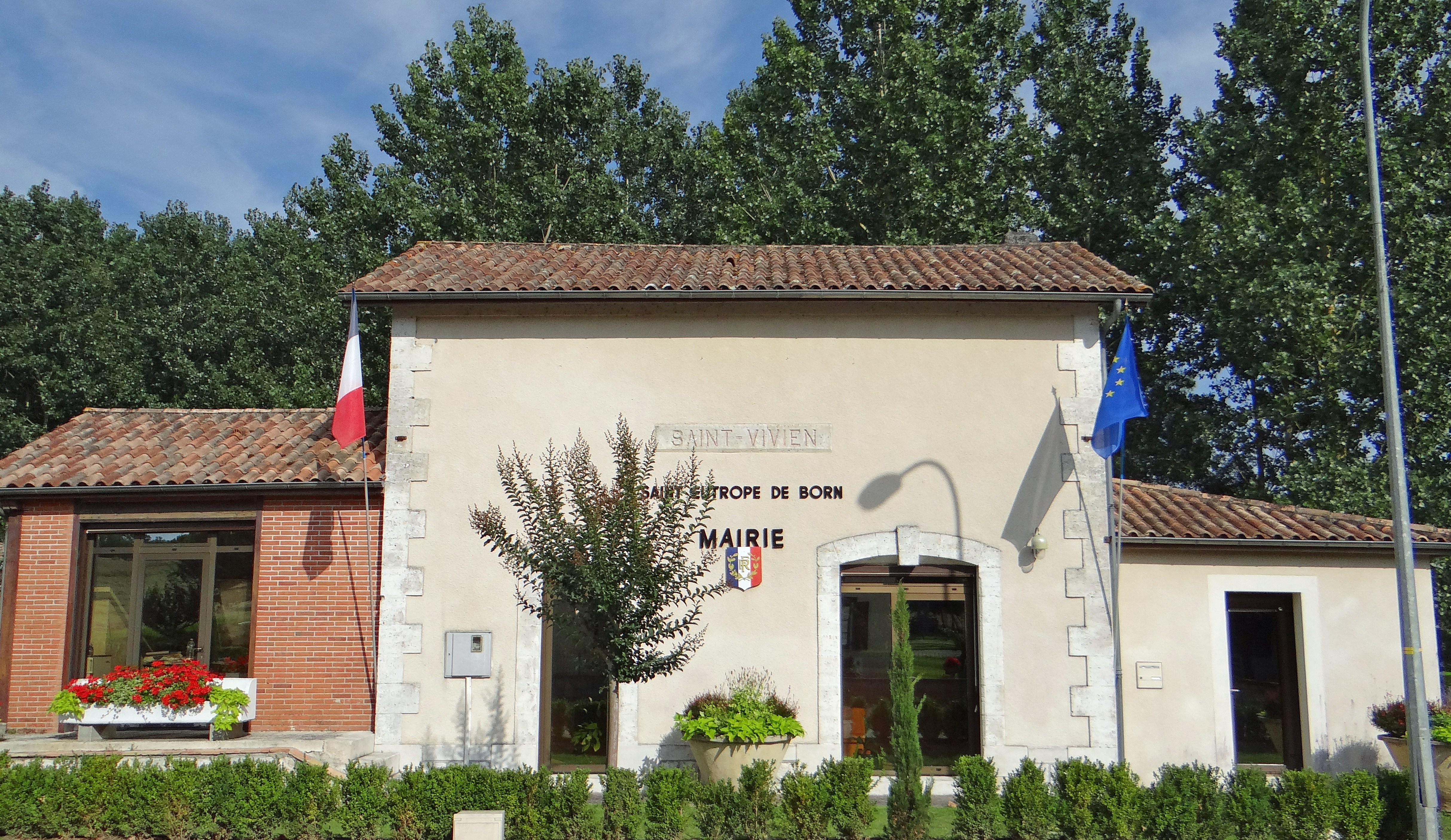
Gemeentehuis

## Geografie
De oppervlakte van Saint-Eutrope-de-Born bedraagt 37,1 km², de bevolkingsdichtheid is 16,4 inwoners per km².
De onderstaande kaart toont de ligging van Saint-Eutrope-de-Born met de belangrijkste infrastructuur en aangrenzende gemeenten.

## Demografie
Onderstaande figuur toont het verloop van het inwonertal (bron: INSEE-tellingen).